# جون سميث (عسكري أمريكي)
جون سميث (بالإنجليزية: John Smith)‏ هو عسكري أمريكي، ولد في يناير 1780 في اسكتلندا في المملكة المتحدة، وتوفي في 6 أغسطس 1815 في فيلادلفيا في الولايات المتحدة.